# Aurelio Iragorri Valencia
Aurelio Iragorri Valencia (Popayán, 15 de julio de 1966) es un político, funcionario y abogado colombiano.

## Biografía

### Familia
Hijo de Diana Valencia López y del congresista Aurelio Iragorri Hormaza, fue nieto materno del Presidente de Colombia Guillermo León Valencia y bisnieto del poeta y político Guillermo Valencia candidato a las elecciones presidenciales de 1918 y 1930.

### Trayectoria pública
Ha desempeñado diferentes cargos públicos, entre ellos el de viceministro del Interior y luego viceministro de Relaciones Políticas en el Ministerio del Interior. Se desempeñó como ministro del Interior entre septiembre de 2013 y agosto de 2014. El 31 de julio de 2014 fue designado como ministro de Agricultura por el presidente Juan Manuel Santos y tomó posesión del cargo el 19 de agosto de 2014.

## Trayectoria
- Coordinador para Colombia de los Asuntos de la Comisión Quinta de Naciones Unidas.
- Delegado de Colombia ante la Asamblea General de la ONU (1994-1996).
- Miembro de la Junta Ejecutiva de Unicef en 1995.
- Registrador Nacional del Estado Civil (encargado).
- Viceministro del Interior (agosto de 2010-agosto de 2011)
- Gobernador encargado del departamento de Magdalena (diciembre de 2010-enero de 2011)
- Gobernador encargado del departamento de Casanare (enero-febrero de 2011)
- Viceministro de Relaciones Políticas (agosto de 2011-febrero de 2012)
- Alto Consejero Presidencial para Asuntos Políticos (febrero de 2012 - septiembre de 2013)
- Gobernador encargado del departamento de Valle del Cauca (30 de marzo - 4 de mayo de 2012)
- Secretario General de la Presidencia de la República (2 de julio - 11 de septiembre de 2013)
- Ministro del Interior (11 de septiembre de 2013 - 15 de agosto de 2014)
- Ministro de Agricultura y Desarrollo Rural (19 de agosto de 2014 - 3 de octubre de 2017).